# Strach v sedle
Strach v sedle je název české antologie amerických westernových povídek, kterou roku 1985 vydalo Albatros jako 182. svazek své sešitové edice Karavana. Výbor uspořádal Jiří Šeda, povídky přeložili Jan Čermák, Michaela Hornátová, Martin Skřivan a Jan Starý, knihu ilustroval Vladimír Kovářík.

## Obsah knihy
Svazek obsahuje tyto povídky:
- Morgan Lewis: Studna hněvu (1964, Well of Anger).
- Bill Gulick: Dvojí slib (1964, Two-faced Promise).
- William Brandon: Začarovaná žíla (1964, The Ghost Lode).
- H. A. DeRosso: Strach v sedle (1964, Fear in the Saddle), povídka o zkrocení koně spolu se zamyšlením nad smyslem a cenou tohoto počínání.
- John O'Reilly: Přestřelka (1964, The Sound of Gunfire), příběh muže, který byl i ve své slepotě schopen zničit bandu gangsterů.
- Frank O'Rourke: Poslední výstřel (1964, The Last Shot), povídka o mstě.
- John Prescott: Žízeň (1953, Thirst), v povídce vystupuje příroda jako spravedlivá mstitelka provinilců proti lidské morálce.
- Richard Deming: Jen ho pověste! (1964, Hanging Fire).
- Jack Schaefer: Muž, který moc mluvil (1954, The Man Who Talked Too Much), monolog starého zálesáka, zachycující vztah člověka a přírody.
- Ernest Haycox: Hrdost (1934, Pride), mladí dědicové znepřátelených rančů musí překonat vlastní hrdost a intriky jednoho z předáků, aby ukončili nepřátelství a sblížili se.
- William Heuman: Manuel (1954, Manuel), povídka zachycuje pocity příslušníka menšiny, který se musí začlenit do většinové společnosti.
- Steve Frazee: Lovci lidí (1955, The Bounty Killers).
- John Reese: Třeštění (1954, Frontier Frenzy), povídka zachycující snahy o stanovení pevnějších norem života na americkém pomezí.